# Just a Little More Love
Albums de David Guetta
Guetta Blaster
(2004)
Singles
1. Just a Little More Love
Sortie : 14 juillet 2001
2. Love Don’t Let Me Go
Sortie : 28 février 2002
3. People Come, People Go
Sortie : 12 juillet 2002
4. Give Me Something
Sortie : 6 octobre 2002

Just a Little More Love est le premier album de David Guetta. Il est sorti le 13 juin 2002 et s'est vendu à 300 000 exemplaires dans le monde, principalement en Europe. L'album est coproduit par Joachim Garraud et la plupart des titres de cet album sont chantés par le chanteur américain Chris Willis. Le titre phare de cet album est Love Don't Let Me Go.

Quatre titres ont été sélectionnés pour la sortie en CD Single, les quatre singles extraits de cet album sont : Just a Little More Love, Love Don't Let Me Go, Give Me Something et People Come, People Go composé par Peter Kitsch

## Titres
| 1.    | Just a Little More Love (feat. Chris Willis) (Elektro remix) | 3:20 |
| 2.    | Love Don't Let Me Go (feat. Chris Willis)                    | 3:36 |
| 3.    | Give Me Something (feat. Barbara Tucker)                     | 5:44 |
| 4.    | You (feat. Chris Willis) (remix)                             | 3:23 |
| 5.    | Can't U Feel the Change (feat. Chris Willis)                 | 4:53 |
| 6.    | It's Allright (feat. Barbara Tucker)                         | 3:49 |
| 7.    | People Come, People Go (feat. Chris Willis)                  | 3:19 |
| 8.    | Sexy 17 (feat. Juan Rozof)                                   | 3:27 |
| 9.    | Atomic Food (feat. Chris Willis)                             | 3:09 |
| 10.   | 133                                                          | 3:41 |
| 11.   | Distortion (feat. Chris Willis)                              | 3:11 |
| 12.   | You Are the Music (feat. Chris Willis)                       | 5:58 |
| 13.   | Lately                                                       | 1:39 |
| 49:53 |                                                              |      |

## Classement par pays
| Pays              | Meilleure position |
| ----------------- | ------------------ |
| France            | 6                  |
| Suisse            | 17                 |
| Belgique Wallonie | 43                 |